# Colpo del 16 maggio 1877

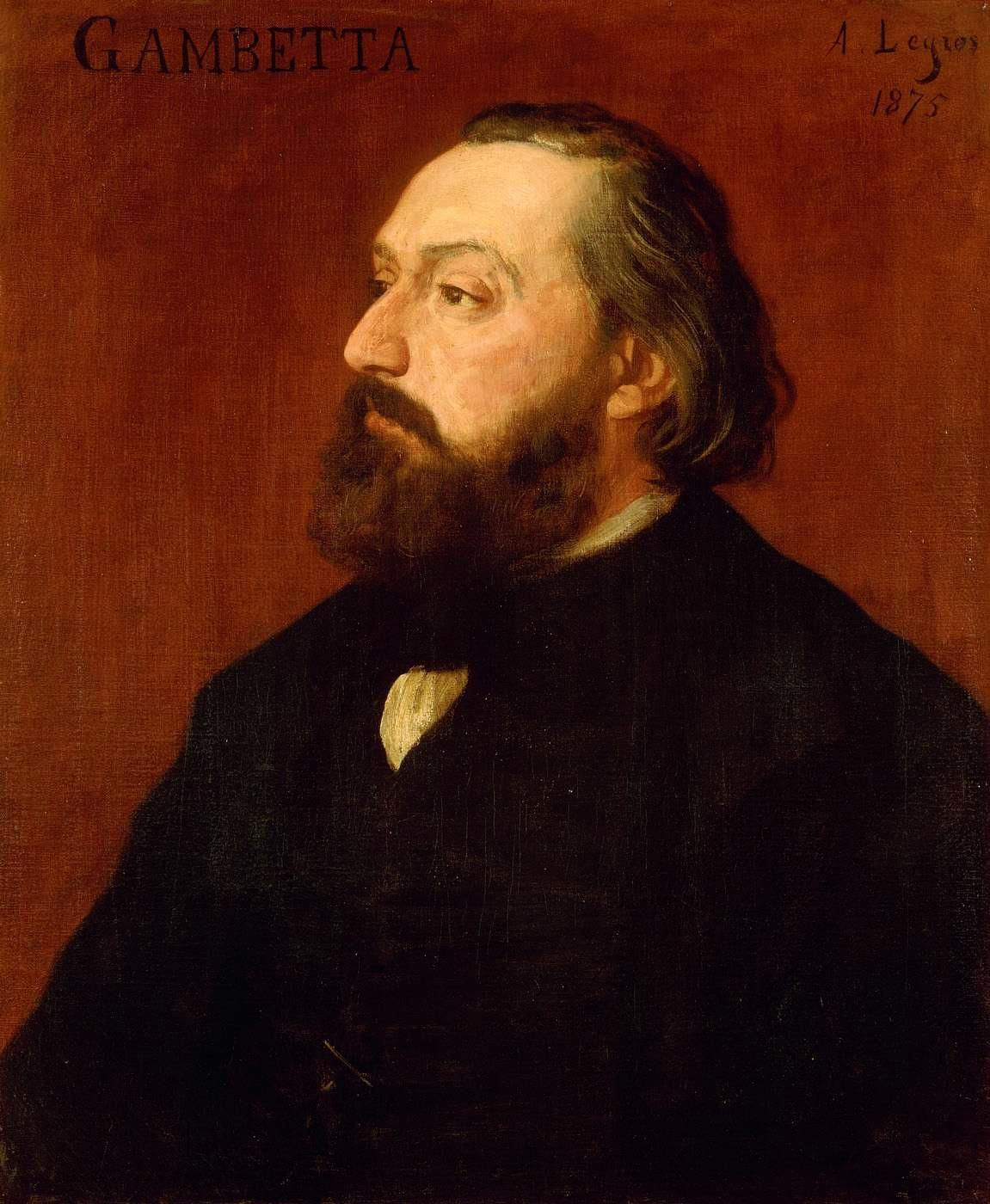
Ritratto ufficiale di Léon Gambetta

Con l’espressione Colpo del 16 maggio 1877 (o Crisi del 16 maggio 1877), ci si riferisce a una crisi istituzionale della Terza Repubblica francese, che oppose il Presidente della Repubblica, il maresciallo Patrice de Mac-Mahon, monarchico, alla Camera dei Deputati, eletta nel 1876 e a maggioranza repubblicana, in particolare a Léon Gambetta.
Quand la France aura fait entendre sa voix souveraine, croyez-le bien, Messieurs, il faudra se soumettre ou se démettre.»
Quando la Francia avrà fatto intendere la propria voce sovrana, datemi retta, Signori, bisognerà sottomettersi o dimettersi.»
(Léon Gambetta discorso pronunciato a Lilla, 15 agosto 1877)
La crisi si aprì il 16 maggio, allorché il Presidente nominò un capo di governo aderente alla propria visione politica, che era opposta a quella del Parlamento, per poi proseguire lungo l’intero anno 1877 sino all’epilogo del 13 dicembre 1877, allorché Mac Mahon riconobbe la propria sconfitta politica.
La portata di questa crisi fu enorme: essa consolidò il regime repubblicano, allora praticamente neonato in Francia, rovinando le speranze delle diverse correnti monarchiche - bonapartiste, orleaniste e legittimiste (alle elezioni legislative del 1876, i bonapartisti avevano ottenuto 76 seggi, gli orleanisti 40 seggi, i legittimisti borbonici 24) di ottenere una restaurazione in un avvenire prossimo; essa, per tal guisa, orientò definitivamente la pratica politica delle istituzioni, mettendo da parte l’interpretazione «orleanista» delle Leggi costituzionali del 1875 (governo responsabile, allo stesso tempo, sia di fronte al Parlamento che al Capo dello Stato), a profitto di un'interpretazione strettamente repubblicana, «rivoluzionaria» addirittura (governo responsabile unicamente di fronte al Parlamento, che lo investe e lo revoca).

## Contesto storico

### Un regime parlamentare dualista

#### Fra monarchia costituzionale e repubblica parlamentare
Il 4 settembre 1870, ancora nel corso della Guerra franco-prussiana e dopo che le armate del Secondo Impero erano state militarmente umiliate dalla Prussia, venne proclamata la repubblica. Sino al 1877, monarchici e repubblicani furono ferocemente divisi dalla lotta politica, per il controllo delle istituzioni e la stessa definizione giuridica da dare delle stesse.

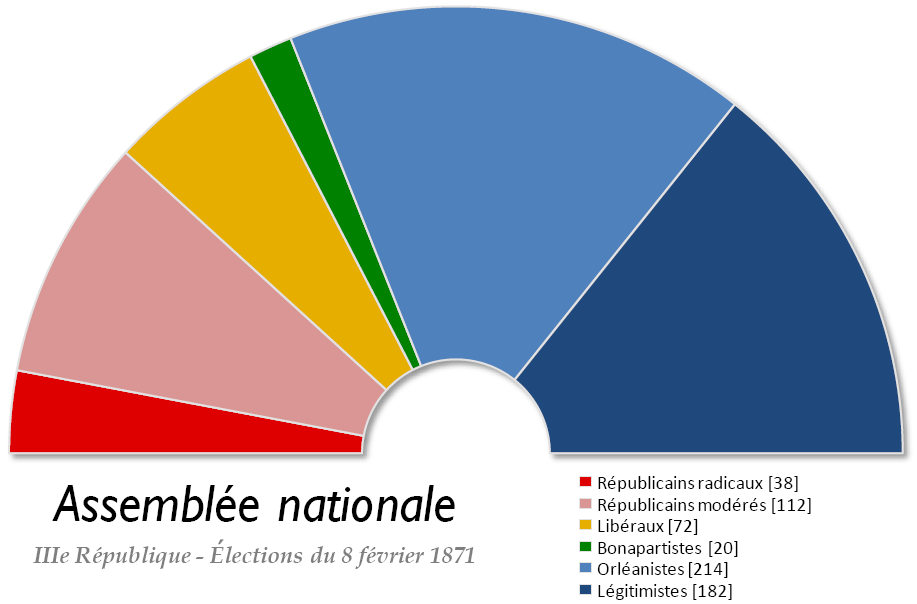
L'Assemblea Nazionale del 1871, eletta a maggioranza monarchica, con 396 deputati monarchici su 768, fra i quali 214 orleanisti e 182 legittimisti.

A seguito della larga vittoria dei movimenti monarchici alle elezioni legislative del 8 febbraio 1871, Adolphe Thiers fu nominato «capo del potere esecutivo della Repubblica Francese», in attesa della firma dell’umiliante trattato di pace a conclusione della Guerra franco-prussiana e del ristabilimento dell’ordine interno. 
In tale contesto, la restaurazione monarchica venne impedita dalla intransigenza del conte di Chambord, erede dei Borboni e guida dei monarchici legittimisti, che esigeva l’adozione della bandiera bianca dei Borboni in vece del tricolore, contro il desiderio del partito orleanista, altrimenti favorevole al reinsediamento del Borbone in trono.
Il governo di Adolphe Thiers, saldate le riparazioni di guerra, e considerando impossibile un immediato ritorno della monarchia, prese posizione per una repubblica conservatrice. Dopo la morte di Napoleone III nel gennaio 1873, i bonapartisti si allearono ai realisti al fine di preservare la posizione del principe imperiale. 
Thiers si dimise in maggio. Venne rimpiazzato dal maresciallo Patrice de Mac Mahon, eletto con 390 voti sui 391 espressi (un voto per Jules Grévy) e 380 astenuti (la sinistra, allora tutta repubblicana).
L’ambizione politica della presidenza Mac Mahon, di impronta orleanista, sembrava essersi limitata al ritorno della monarchia, comunque si affidò al governo del Duca di Broglie, promotore di una politica molto conservatrice di ritorno all'«ordine morale». In tale contesto, la destra preparava una riforma istituzionale, adatta a favorire un futuro trapasso alla monarchia. Il Duca di Broglie il 20 novembre 1873 fece votare la legge costituzionale che prolungava il mandato del Presidente a sette anni, con nuova decorrenza, al fine di prolungare la Presidenza di Mac Mahon. 
Nei mesi successivi e sino alle elezioni del 1876, e malgrado l’indebolimento della maggioranza monarchica a seguito di un numero di elezioni parziali vinte dai Repubblicani, il Presidente Mac Mahon continuò ad affidare il governo ad esponenti della destra.

#### La Costituzione della Terza Repubblica
Il carattere repubblicano del regime politico francese sembrò stabilirsi in diritto definitivamente il 30 gennaio 1875, con l’adozione, in prima lettura votata con voto di maggioranza 353 voti contro 352, poi in seconda lettura con una maggioranza più ampia di 413 voti contro 248, dell’Emendamento Wallon. Esso disponeva :
Dipoi, le leggi costituzionali del 1875 vennero votate fra il febbraio e il luglio 1875. Esse diedero una costituzione alla Terza Repubblica, che funzionava dal 1870 con delle istituzioni provvisorie (la Legge Rivet per esempio).
La teoria costituzionale che presiedeva a tali riforme, faceva del Presidente della Repubblica il principale attore del potere esecutivo (disponeva di poteri estesi, incluso quello di sciogliere la Camera dei deputati, ed era irresponsabile); contro un parlamento bicamerale che principalmente votava le leggi e controlla il governo (pur con una preminenza politica della Camera dei deputati sul Senato, in virtù della propria elezione a suffragio universale diretto.

Il governo era nominato dal Presidente della Repubblica ('Nomina tutti gli impiegati civili e militari' recitavano le leggi costituzionali), ma traeva il proprio potere da una maggioranza in seno al parlamento, senza la quale era a rischio di essere rovesciato dall’una o dall’altra camera alla minima occasione. Era dunque, almeno in teoria, soggetto insieme al Presidente della Repubblica e dalle Camere: ciò che si chiama un «regime parlamentare dualista». Per ciò stesso, il governo diveniva

### I protagonisti

#### Il Presidente della Repubblica
Da una parte il Presidente della Repubblica maresciallo Patrice de Mac Mahon, in carica per sette anni, a decorrere dalla legge costituzionale del 20 novembre 1873, come detto.

#### Le Camere

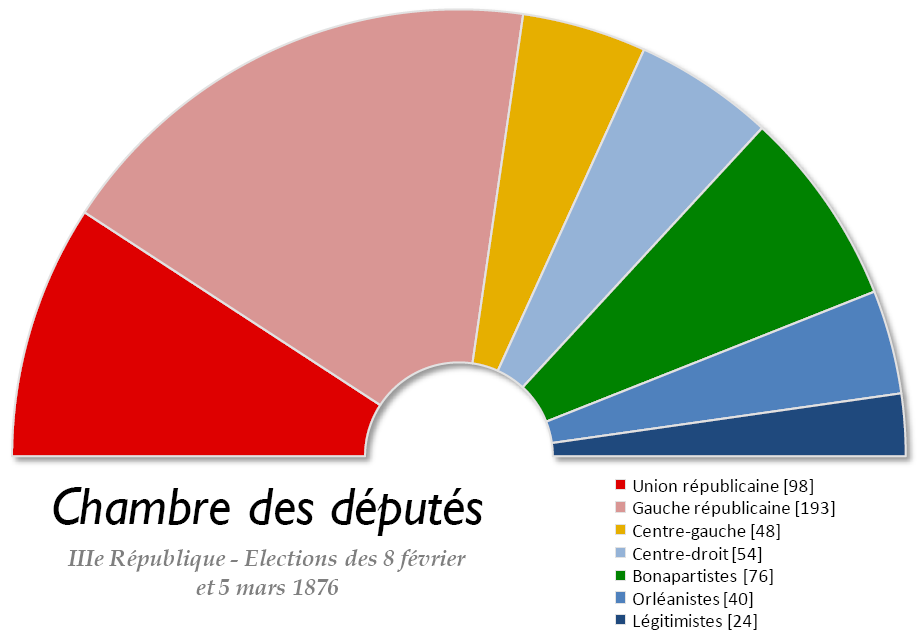
Composizione della Camera dei Deputati, all'indomani delle elezioni legislative del 1876, nella quale la maggioranza è divenuta repubblicana (393 seggi su 533).

Dall'altra parte, le due Camere. Le elezioni legislative del 1876 diedero ai repubblicani una confortevole maggioranza nella Camera dei Deputati, con 363 seggi su 533.
Il Senato conservò una maggioranza conservatrice, (151 seggi contro 149 per la sua prima legislatura. Un numero di 75 Senatori a vita erano stati eletti dalla Assemblea Nazionale del 1871, prima del suo scioglimento nel dicembre 1875; i 225 restanti erano stati eletti da un collegio elettorale il 30 gennaio 1876.

#### Il governo
Al governo di Jules Dufaure, incaricato all'indomani delle legislative del 1876, ma ancora troppo marcato a destra per i repubblicani, succedette, il 12 dicembre 1876, il governo di Jules Simon. Quest’ultimo, Ministro dell’Interno e Presidente del Consiglio, era, secondo le sue stesse parole, politico profondamente repubblicano e risolutamente conservatore: egli appariva, quindi, in grado di bilanciare le forze contrarie. Egli formò un governo, un poco più a sinistra del precedente.

## I fatti

### Apertura della crisi

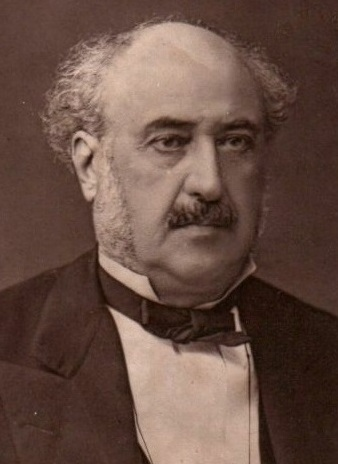
Jules Simon, Presidente del Consiglio, all’apertura della crisi, il 16 maggio 1877.

#### Genesi della crisi
Il Presidente del Consiglio Jules Simon fece dei passi verso la sinistra, epurando l’alta amministrazione (prefetti e magistrati), ciò che gli guadagnò l’ostilità del Presidente della Repubblica Patrice de Mac Mahon. Solo per incontrare delle richieste accresciute da parte dei repubblicani, guidati da Léon Gambetta. Nel 1875, Simon non si oppose alla abrogazione della legge «reazionaria» sui delitti della Stampa, da parte della Camera dei Deputati. Al principio del maggio 1877, un dibattito circa la restaurazione del potere temporale del Pontefice Romano, comportò l’adozione di un ordine del giorno che condannava le manifestazioni di Ultramontanismo, senza che il governo si opponesse. Fu in tale occasione che Léon Gambetta, parafrasando Alphonse Peyrat, pronunciò la frase: 

#### Il 16 maggio
Il 16 maggio 1877, Il Presidente della Repubblica, Mac Mahon, rimproverava al Presidente del Consiglio Jules Simon una mancanza di fermezza ed esigeva una "spiegazione". La lettera venne pubblicata dal Journal officiel. Ciò spinse Simon a presentare al Presidente della Repubblica le dimissioni, benché non fosse stato sfiduciato o messo in minoranza dalle Camere. 
Secondo Émile de Marcère, Mac Mahon al Primo Ministro avrebbe risposto : 
Lo stesso giorno, Mac Mahon nominò Presidente del Consiglio Alberto di Broglie, per il suo terzo governo, il quale formò un ministero detto «ministero del 16 maggio», di destra, dell'ordine morale, in concordanza con le opinioni del Presidente della Repubblica. 
Così facendo, Mac Mahon operava secondo una lettura "dualista" della Costituzione: per lui, il governo era emanazione tanto di lui stesso che del Parlamento.

#### I giorni seguenti
L’indomani 17 maggio 1877, Gambetta fece votare una mozione che rifiutava la fiducia al nuovo governo de Broglie. Il 18 maggio 1877, il Presidente della Repubblica emise un messaggio da leggere alle Camere, nel quale spiegava la propria posizione, e vi aggiunse un decreto che sospendeva per un mese la seduta del Parlamento. Ciò che ebbe per effetto di mettere fine alla sessione parlamentare in corso, ed impediva loro di riunirsi (conformemente all’Art. 2, Legge Costituzionale del 16 luglio 1875).
Il 18 maggio 1877, deputati di differenti gruppi repubblicani della Camera, il Centro-Sinistra del Laboulaye, l'Unione Repubblicana del Gambetta e la Sinistra Repubblicana di Jules Ferry, si riunirono in seduta plenaria a Versailles, e sottoscrissero il «manifesto dei 363», indirizzato alla Francia, che invitava gli elettori a non approvare 
(Manifesto dei 363, Versailles, 17 maggio 1877)
Il testo, redatto da un amico di Gambetta, Eugène Spuller, ricevette la firma di 363 deputati.

### Dissoluzione della Camera dei Deputati

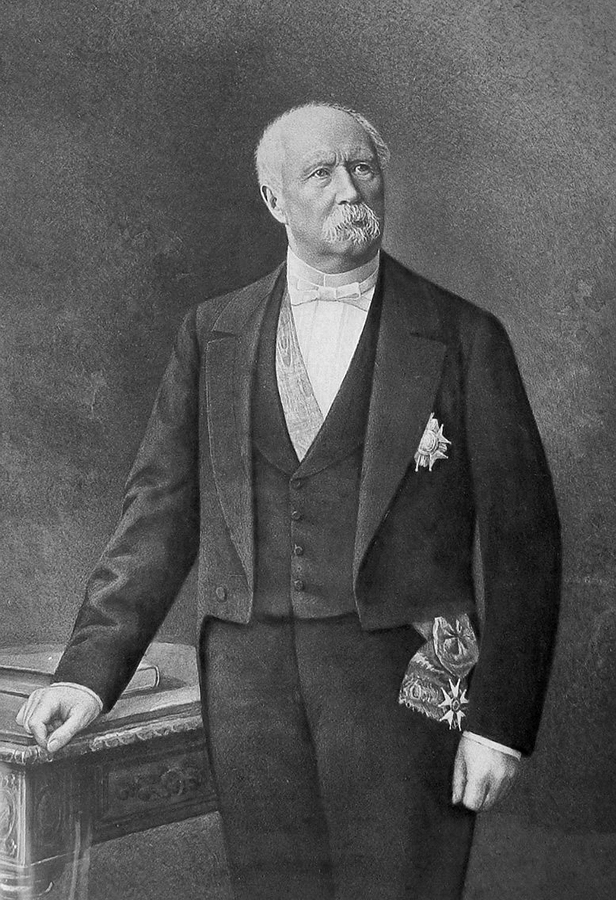
Ritratto ufficiale del maresciallo Mac Mahon, da Presidente

Il 16 giugno 1877, riprese la sessione della Camera — un mese dopo la sua sospensione. Il giorno stesso, Il Presidente della Repubblica chiese al Senato il suo «avviso conforme» per sciogliere la Camera dei Deputati.

Il 16 giugno 1877, nel corso di un dibattito alla Camera, Gambetta prununciò un veemente discorso contro la politica del governo de Broglie: 
Con allusione all’ordine del giorno votato dalla Camera, nonché all'Indirizzo dei 221 de 1830. Di fatto, l’ordine del giorno adottato il 19 giugno, sottoscritto dai presidenti dei gruppi della sinistra in nome dei firmatari del manifesto dei 363 del 18 maggio costituiva una vera e propria sfida all’esecutivo: 
L’ordine del giorno venne votato da 363 deputati contro 158.
Il 22 giugno 1877, il Senato emise il proprio avviso conforme : la domanda di scioglimento venne accettata con 149 voti contro 130.
Il 25 giugno 1877 venne pubblicato il decreto di scioglimento della Camera dei Deputati.

### La campagna elettorale
La campagna elettorale ufficiale venne aperta tre mesi dopo lo scioglimento, il 19 settembre 1877. Purtuttavia, i mesi precedenti furono politicamente molto agitati.
Questa campagna fu una delle più veementi della storia di Francia. Con il Ministro dell’Interno Bardi de Fourtou, che revocava prefetti e funzionari, revocava sindaci ed aggiunti, moltiplicava gli appelli ed i manifesti conservatori.

#### Le candidature ufficiali

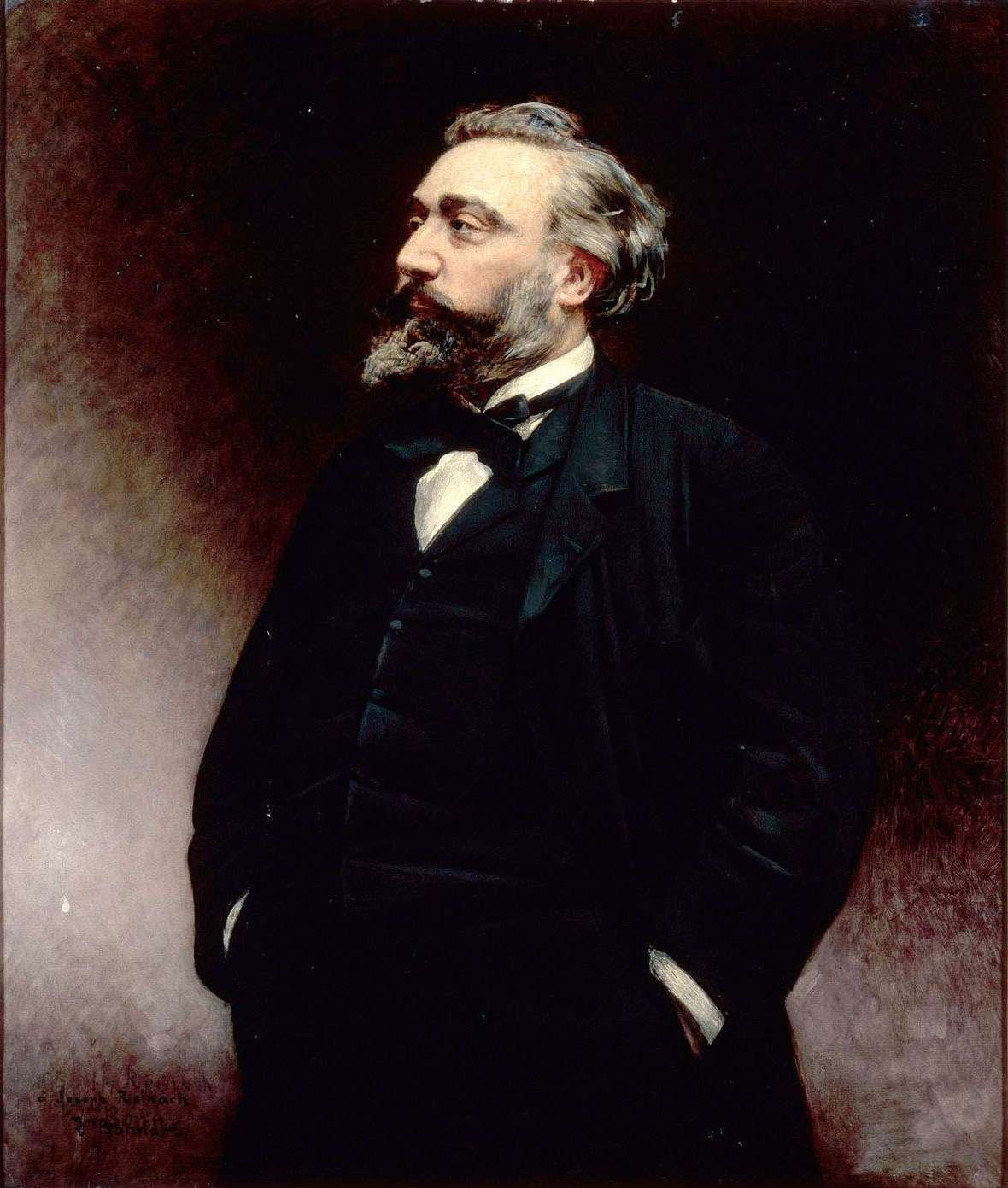
Ritratto di Léon Gambetta, «rappresentante» dei Repubblicani nel 1875.

Il Mac Mahon effettuò dei viaggi di propaganda per il Paese. Il costume delle «candidature ufficiali» sembrò fare la propria riapparizione, quando il maresciallo e Presidente della Repubblica, con un messaggio, fece sapere: Il mio governo vi indicherà fra i candidati quelli che possono fregiarsi del mio nome. Metodo che i repubblicani denunciarono come degno del Secondo Impero.

Il 1º luglio 1877 il Presidente della Repubblica indirizzò un Proclama ai soldati della guarnigione di Parigi, ove era scritto: 
 Ciò che scatenò la diceria che il maresciallo avrebbe potuto tentare di resistere ai risultati delle elezioni che si prospettavano a lui sfavorevoli.

#### Il discorso di Gambetta a Lilla
Parimenti, anche Gambetta aveva percorso il Paese, al punto di potersi compiacere del soprannome di «commesso viaggiatore della Repubblica».
In risposta al Presidente della Repubblica, Gambetta  pronunciò il 15 agosto 1877, a Lilla, un discorso la cui perorazione è restata celebre. Acclamato dall'uditorio, terminava con queste parole :

## Le elezioni e le loro conseguenze

### Risultati delle elezioni
Il 14 e 28 ottobre 1877 ebbero luogo le elezioni legislative in tutto il Paese a scrutinio uninominale maggioritario a due turni per arrondissement, a suffragio universale maschile. Si svolsero blocco contro blocco, con una forte partecipazione elettorale. Su 531 circoscrizioni, solo 15 non vennero assegnate al primo turno.

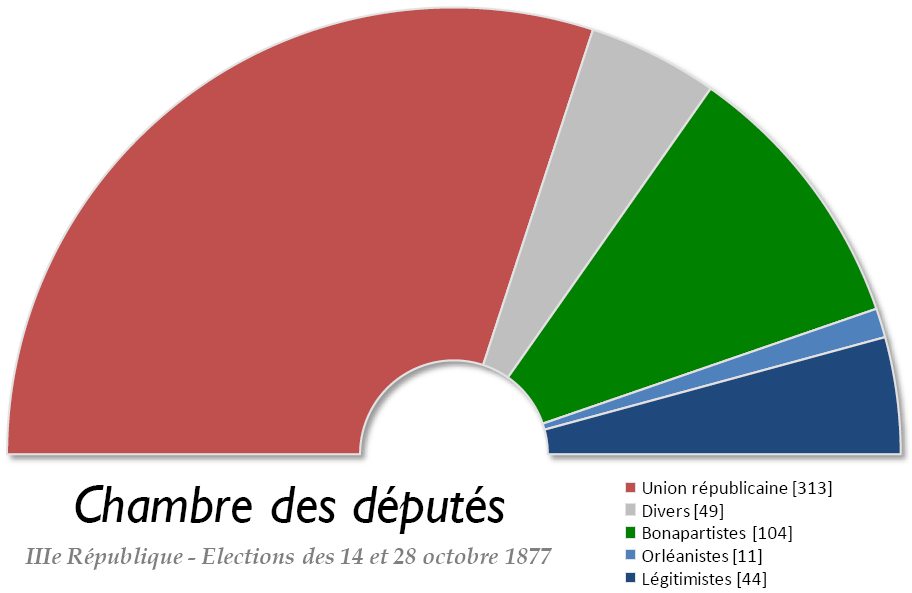
Composizione della nuova Camera, eletta nel 1877.

La vittoria dei repubblicani fu incontestabile, ma non ebbe l’ampiezza che Gambetta aveva predetto al principio della crisi: i deputati della Unione Repubblicana ottennero 323 seggi — con circa 4 367 000 voti, contro 3 578 000 andati ai conservatori.
Più rimarchevole fu la risalita della destra conservatrice, passata da 140 deputati a 208, grazie specialmente alla ripresa dei bonapartisti, da 76 deputati a 104, ciò che rese loro lo statuto di primo gruppo parlamentare di opposizione nella nuova Camera dei Deputati. Il numero dei seggi dei legittimisti passò da 24 a 44. Al contrario, i grandi perdenti furono gli orleanisti, prossimi al parlamentarismo, che passarono da 40 a 11: la «destra parlamentare», che aveva accettato il compromesso del 1875 e l’instaurazione della Repubblica, fu disfatta.

### Ultimi tentativi di resistenza del Presidente

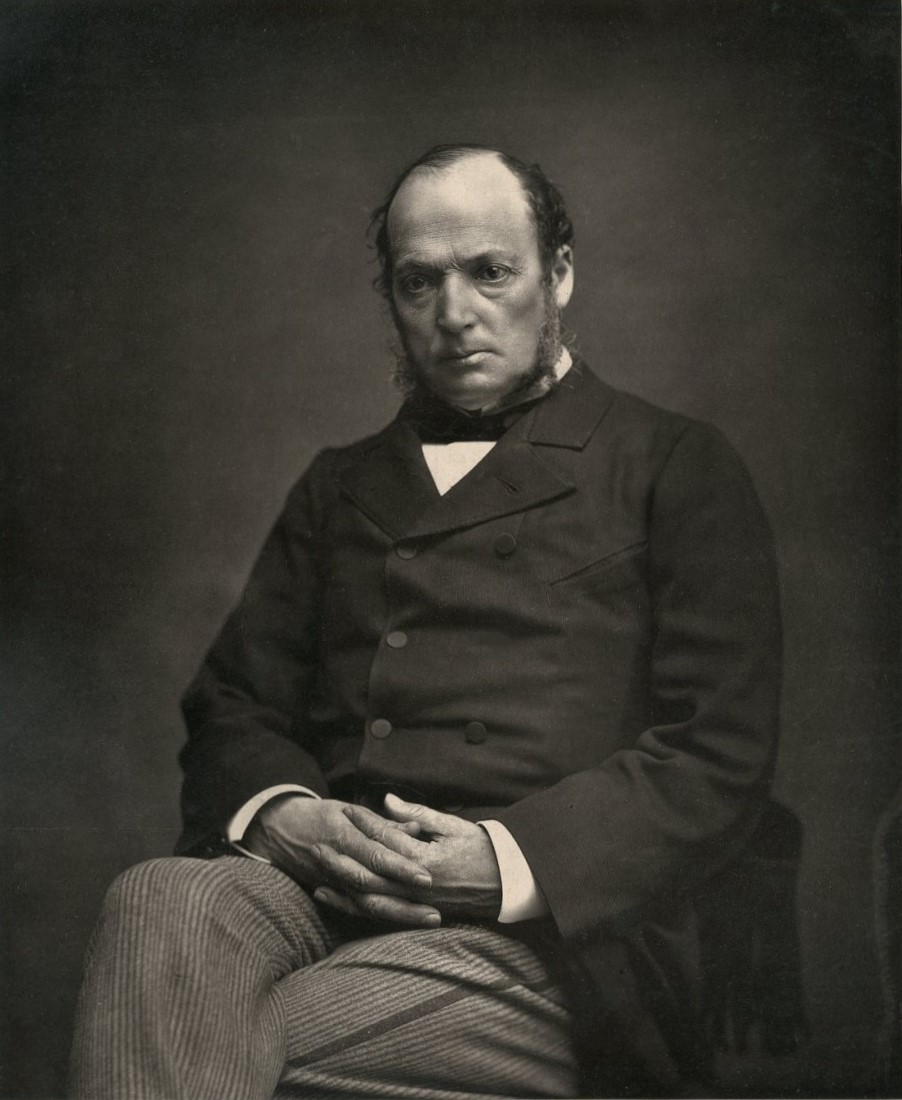
Ritratto di Émile de Marcère che presenta la mozione che farà piegare Mac Mahon.

Mac Mahon pensò di sciogliere una seconda volta la Camera dei Deputati, ma il Presidente del Senato, il duca d’Audiffret-Pasquier, lo dissuase rifiutando il concorso della Camera Alta.

Il 19 novembre 1877, il governo del Alberto di Broglie si dimise. Il Presidente della Repubblica tentò allora di costituire un «ministero degli affari» affidato al Gaëtan de Rochebouët (governo Gaétan de Rochebouët) privo di maggioranza parlamentare. Ma, il 24 novembre, su mozione del de Marcère, votata con 325 contro 208, la Camera dei Deputati rifiutò di riconoscere il nuovo governo, dalla stessa mozione definito: 

Con le parole di Jean-Jacques Chevallier, in quelle settimane, 

### Il Presidente si sottomette

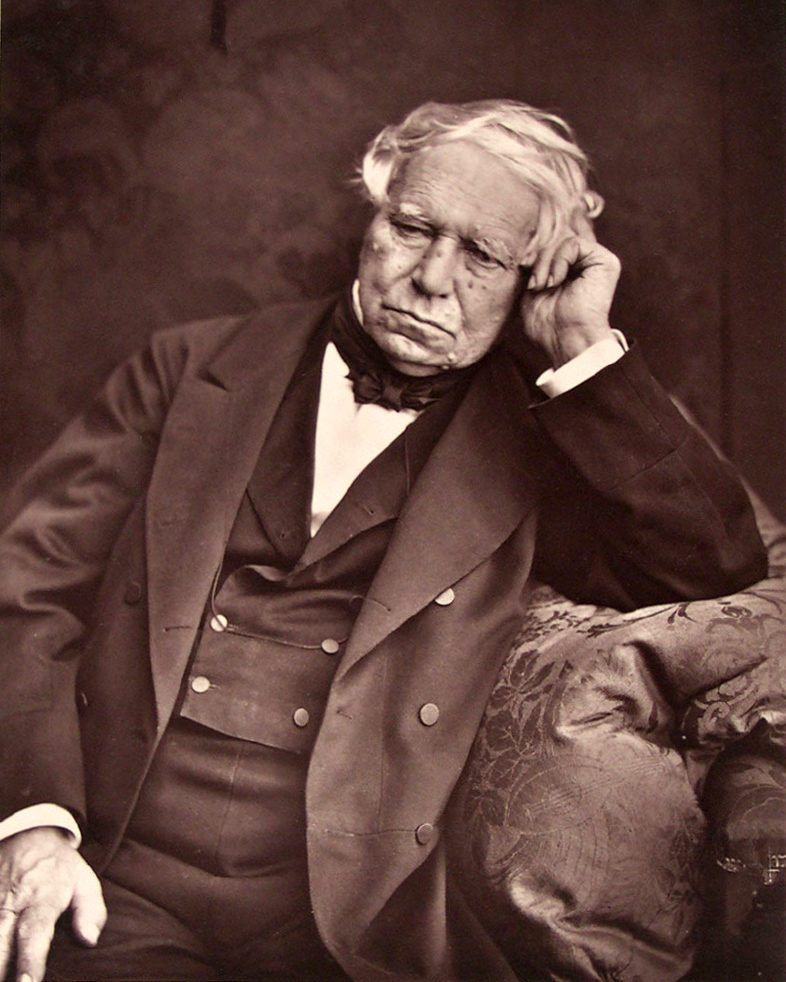
Ritratto di Jules Dufaure, richiamato alla Presidenza del Consiglio.

Il 13 dicembre 1877, il Presidente della Repubblica Mac Mahon si sottomise infine ai risultati elettorali. Richiamò il Jules Dufaure per formare un ministero di centro-sinistra (quinto governo Dufaure) e, il 14 dicembre, indirizzò al Parlamento un messaggio che suonava come una capitolazione politica. Lì riconosceva che lo scioglimento delle Camere non può essere un modo normale di governare un Paese e così concludeva: 
Tale messaggio costituiva, insomma, il rinnegamento umiliante della sua precedente lettera a Jules Simon del 16 maggio, e delle tesi che quella esponeva.
La Camera dei Deputati, invalidò 70 elezioni su pretesto di pressioni clericali o politiche. Dando luogo a 70 nuove elezioni parziali, che portarono a circa 400 il numero totale dei seggi dei repubblicani.

## Avvenimenti successivi
Dopo il 13 dicembre, la Camera dei Deputati fu a maggioranza repubblicana, e così pure il governo. Ma non il Presidente della Repubblica ed il Senato, che restavano conservatori. Tale equilibrio costituzionale incerto, perdurò sino al 1879, «anno cruciale del radicamento del regime repubblicano».

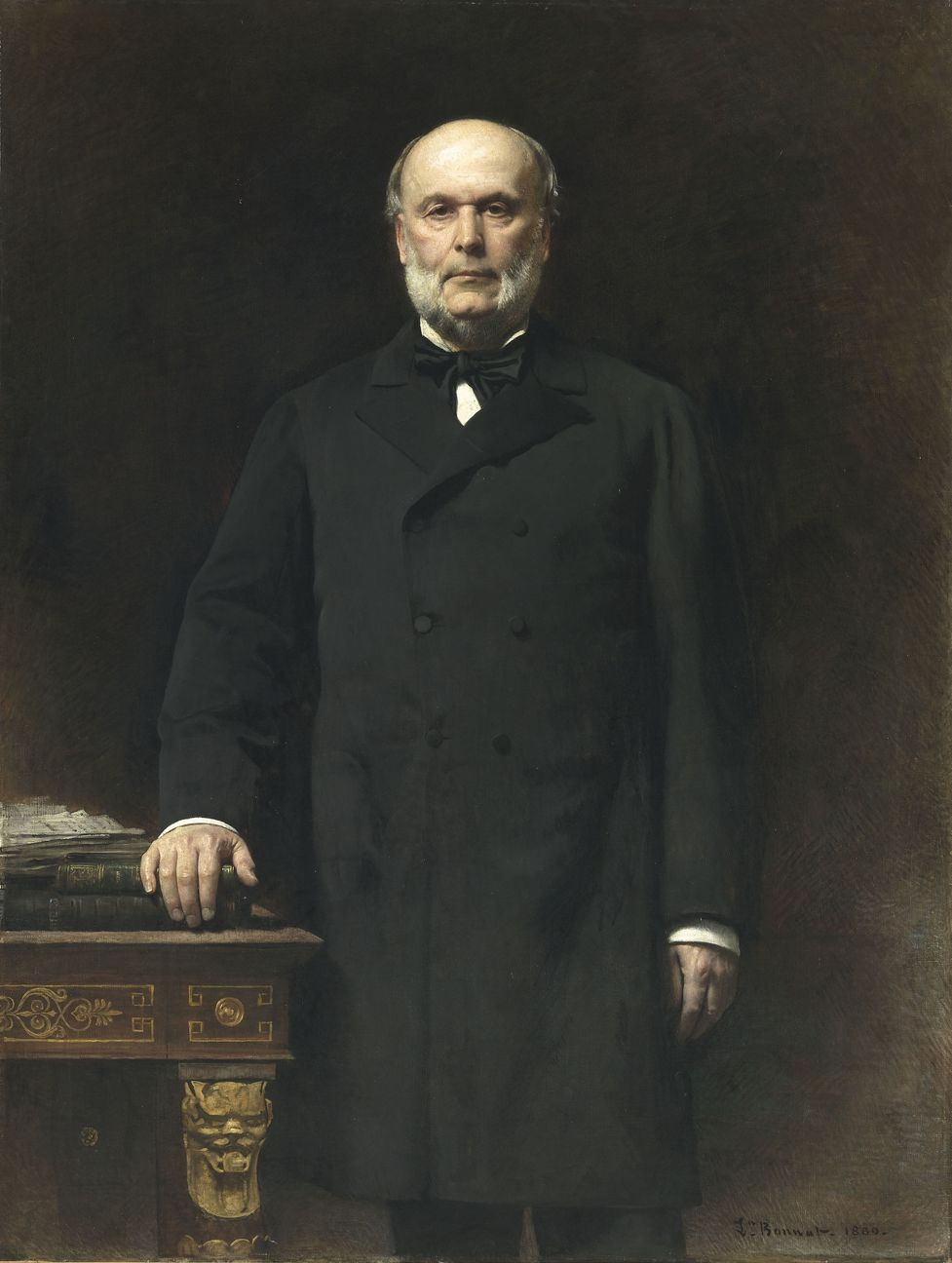
Ritratto ufficiale del Presidente Grévy, successore di Mac Mahon.

Fu nel 1879, infatti, che i repubblicani ottennero la maggioranza al Senato, e che Mac Mahon si dimise, rimpiazzato da Jules Grévy. Quest’ultimo, rinunciò ad esercitare il diritto di dissoluzione parlamentare (diritto che le leggi costituzionali del 1875 pure gli assegnavano), giustificando la propria decisione con la motivazione che l'Assemblea, eletta a suffragio universale, possedevano una legittimità maggiore rispetto al Presidente della Repubblica. 
Tale gesto rappresentò l’abbandono finale della «monarchia repubblicana», nel 1875 prevista dalle leggi costituzionali, in vista di una restaurazione della monarchia. L’allineamento della maggioranza del Senato alla maggioranza della Camera dei Deputati, però, aveva reso totalmente impossibile la dissoluzione. E il gesto del Jules Grévy ridusse la Presidenza della Repubblica a figura ininfluente, priva di poteri reali.

## Ripercussioni
Jean-Jacques Chevallier conclude così il proprio racconto della crisi:
La crisi del 16 maggio diede quindi l'interpretazione definitiva delle leggi costituzionali del 1875.
Nella mitologia repubblicana, il 16 maggio assurse al rango del 18 brumaio o del 2 dicembre 1851. 
Purtuttavia, il dualismo professato da Mac Mahon (un governo responsabile, allo stesso tempo, davanti al Presidente della Repubblica ed al Parlamento, accompagnato da un potere esecutivo fortemente personalizzato nelle mani del Capo dello Stato), non può essere qualificato come Colpo di Stato, dal momento che risulta rispondente alla lettera della Costituzione, erede della tradizione orleanista, alla quale i costituenti del 1875 si erano largamente ispirati.
Ma la obnubilazione dell’istituto della dissoluzione parlamentare, nonché lo sfumarsi del ruolo del Presidente della Repubblica, entrambe prodotti dalla crisi del 16 maggio, fecero evolvere la pratica istituzionale dall’orleanismo verso la tradizione rivoluzionaria, nella quale la Camera è il pezzo forte del gioco politico, e dove i ministri sono sottomessi ai suoi sbalzi d’umore, poiché non più protetti dalla dissoluzione. 
In tal senso, la crisi del 16 maggio 1877 definitivamente segnò l’inizio della transizione dal Parlamentarismo razionalizzato verso il parlamentarismo assoluto.